# 이동형 미사일 발사대
이동형 미사일 발사대(영어: transporter erector launcher; TEL)는 운반차량과 발사대를 하나의 차량에 결합한 차량 혹은 발사대를 말한다.

## 상세
미사일을 발사관 속에 넣어 둔 채로 보관하며, 이동 시에는 발사관을 수평상태로 내리고 발사 시에는 수직으로 세워서 사용하는 발사대로서 전후좌우 어느 방향의 표적과도 신속하게 교전할 수 있는 이동식 발사대이다.
1948년 소련이 T-34-85 전차의 차체를 개조해 10X 순항 미사일(V-1 순항 미사일의 소련 복제형)의 발사대를 결합한 "오비옉트 N"에서 시작되었으며, 현재는 대형 트럭 또는 궤도형 장갑차/전차 차대를 개조해 제작되는 것이 일반적이다.
한편 바퀴가 여러 개 달린 TEL을 두고 12×12, 16×16등으로 부르는 표현은 사륜구동의 '4×4'와 마찬가지로 축 12개, 16개가 모두 회전가능하고 모든 바퀴에 동력이 있다는 의미이다.
그래서 미국이나 러시아, 대한민국 등 기술력이 뛰어난 나라들의 TEL 차량들은 각 바퀴 마다 조향 및 동력전달이 가능해 기동력이 뛰어나다.
그러나 북한이나 이란 등 억지로 차륜과 차체를 늘린 TEL 차량들은 이런 기능이 있을지 의문이다. 안킷 판다에 따르면 북한의 대형 TEL은 이런 세심한 조향기능까지는 검증되지 않았으며, 정확히는 12×16 등으로 불러야 한다고 주장한다. 그냥 '8축 16륜'이라고 하면 문제의 소지가 적을 것이다.
대한민국 국군 정보병과 실무자들은 'TEL'으로 쓰고 '텔'이라고 읽는다.
한편, 한국어 번역어와 원어 사이에 괴리도 존재한다. "이동형 미사일 발사대"에서 미사일을 명시하고 있지만, 정작 TEL에는 Missile이라는 단어가 들어가 있지 않다. 예를 들어, 로켓을 탑재한 K-239 천무의 하부 트럭을 두고 '천무 발사차량'이나 '천무 TEL'이라고 하면, 문제가 없는 용어이지만 '천무 이동형 미사일 발사대'라고 하면 어색하다.

## 엄밀한 의미 구분
영문 의미를 분석해보면 'Transporter+Erector+Launcher'이다. 즉 미사일을 이동시키고, 기립시킨다음, 발사까지 마쳐야 한다. 화성-12형의 4, 5차 발사나 화성-14형의 1, 2차 발사와 같이 차량이 미사일을 기립시키고 현장을 떠나는 형태로 발사하는 것은 정확히 말하면 TE(Transporter Erector)이지, TEL이 아니다.
하지만 앞서 언급한대로 더 큰 TEL에서 미사일 발사도 보여주었으므로 엄밀히 따지면 저렇다는 것이지 언론이나 군사전문가들도 TEL이라고 부른다. 어쨌든 북한의 목표는 온전한 TEL일 것이니 틀린 것도 아니다.

## 미사일 기립 각도의 차이
미사일의 발사 목표나 특징에 따라 기립시키는 각도가 다르다.
지대공 미사일의 경우 VLS와 유사하게 수직으로 기립시키는 것이 유리하다고 한다. 발사 후폭풍의 영향이 적기 때문이다. 예를 들어 지대공 미사일인 MIM-104 패트리어트, S-200은 수직발사를 적용한 S-300, S-400보다 확보되어야 하는 발사구역의 면적이 좀 더 커서 전개 시간이 더 길고, 발사 구역 선정면에서 조금 더 제약이 있다. 그리고 경사형 발사대는 표적 방향으로 발사대를 틀어줘야해서 즉응성이 떨어지기 때문이다.